# Genneteil
Genneteil ist eine Ortschaft und eine Commune déléguée in der französischen Gemeinde Noyant-Villages mit 302 Einwohnern (Stand 1. Januar 2022) im Département Maine-et-Loire in der Region Pays de la Loire. Die Einwohner werden Genetellais genannt.
Genneteil wurde am 15. Dezember 2016 mit 13 weiteren Gemeinden, namentlich Auverse, Breil, Broc, Chalonnes-sous-le-Lude, Chavaignes, Chigné, Dénezé-sous-le-Lude, Lasse, Linières-Bouton, Meigné-le-Vicomte, Méon, Noyant und Parçay-les-Pins zur neuen Gemeinde Noyant-Villages zusammengeschlossen.

## Geografie
Genneteil liegt etwa 38 Kilometer ostnordöstlich von Angers in der Landschaft Baugeois. 

## Bevölkerungsentwicklung
| Jahr                       | 1962 | 1968 | 1975 | 1982 | 1990 | 1999 | 2006 | 2013 |
| Einwohner                  | 577  | 516  | 412  | 375  | 342  | 294  | 340  | 335  |
| Quellen: Cassini und INSEE |      |      |      |      |      |      |      |      |

## Sehenswürdigkeiten
- Kirche Saint-Martin aus dem 11./12. Jahrhundert, seit 1969 Monument historique
- Pfarrhaus aus dem 15. Jahrhundert
- Herrenhaus von Breil de Foin aus dem 15. Jahrhundert, seit 1984 Monument historique
- Schloss La Pasnière aus dem 19. Jahrhundert
- Schloss Parnay aus dem 19. Jahrhundert
- Schloss Vieux Parnay aus dem 16./17. Jahrhundert
- Herrenhaus Les Mortiers aus dem 16./17. Jahrhundert

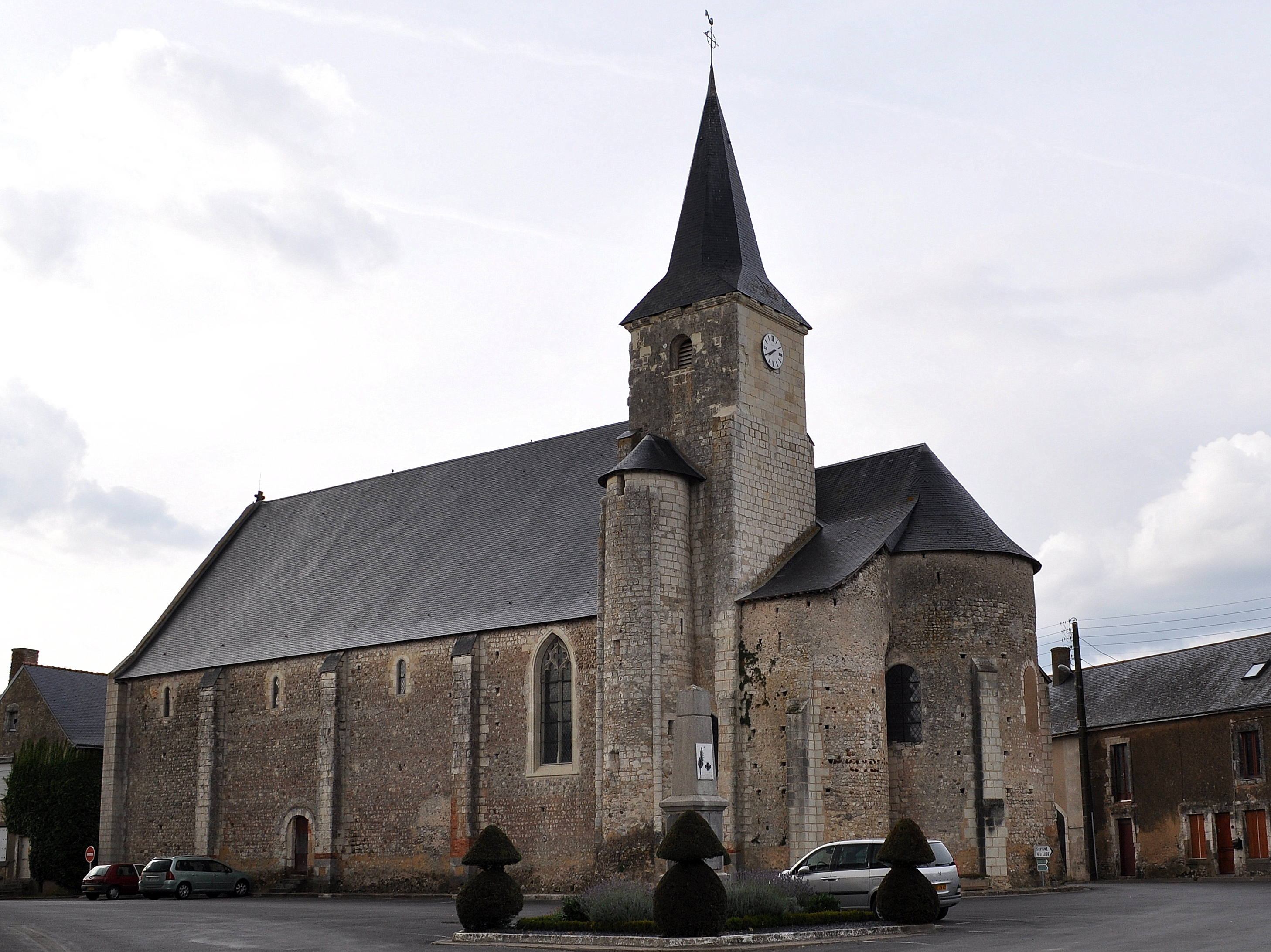
Kirche Saint-Martin
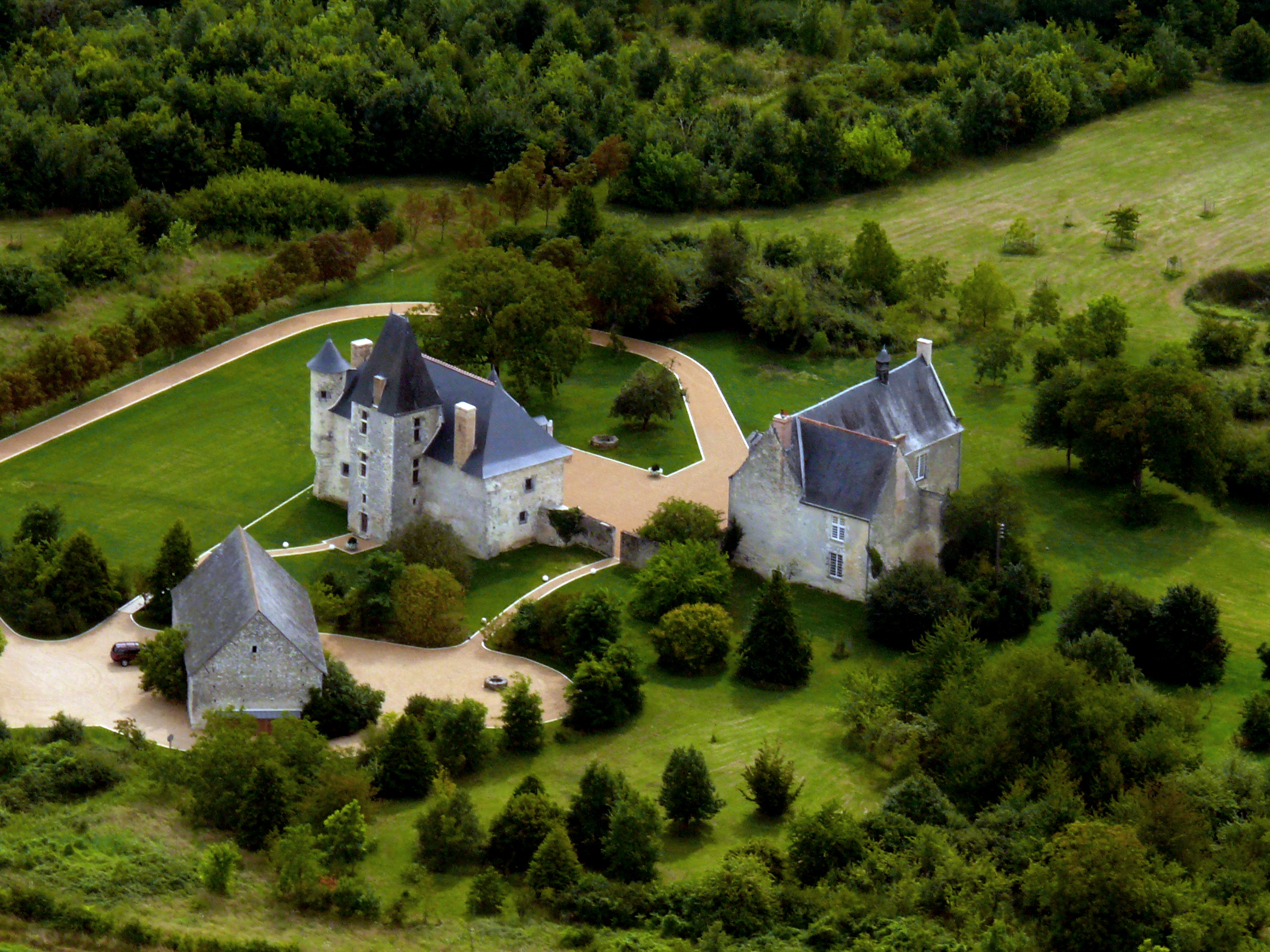
Herrenhaus Breil de Foin